# Édouard Michel
Pour les articles homonymes, voir Michel.
Pour l'écrivain, voir Michel Déon.
Édouard Michel, né le 13 août 1873 à Paris et mort le 25 juillet 1953 dans cette même ville, est un historien de l'art français. 

## Biographie
Édouard Louis Claude Michel est né à Paris le 13 août 1873. Après une formation à l'École centrale des arts et manufactures de Paris (Promotion 1897), il a une première carrière comme ingénieur industriel et directeur d'usines dans le nord de la France à Halluin et en Belgique à Menin,. À la fin de la Première guerre mondiale, il choisit de se former en histoire de l'art, auprès notamment de Georges Hulin de Loo en Belgique. Il publie en 1920 et en 1923 deux monographies sur les monuments civils et monastiques de Belgique. 
Il est nommé en 1924 attaché au département des peintures du musée du Louvre et se spécialise dans la peinture flamande dont il est à son époque considéré comme le meilleur connaisseur, notamment par ses textes sur Brueghel. En 1927, il publie à Londres avec une introduction de Hulin de Loo les notices du catalogue d'exposition de la collection d'Emile Renders (nl) : Les Peintures primitives des XIVe, XVe et XVIe siècles de la collection Renders à Bruges (Exposition Burlington House, Londres, janv.-févr. 1927),. Il collabore à la publication en 1953 de Peintures flamandes du XVe et du XVIe siècle, premier volume d'une série de catalogues raisonnés des peintures du Louvre conçue par René Huyghe.
Avec René Huyghe et Hélène Adhémar, il crée en 1936-1937 le Service d’études et de documentation du département des peintures,,. Il est nommé conservateur dans le département de 1940 à sa mort. En 1934, il obtient un poste de chargé de cours d'histoire de la peinture à l'Université libre de Bruxelles, qu'il occupe jusqu'en 1944,. 
L'Académie des inscriptions et belles-lettres lui décerne le prix Thorlet en 1948 pour l'ensemble de ses recherches sur la peinture française et flamande.
Il meurt le 25 juillet 1953 à Paris et est inhumé dans la 7e division du cimetière du Montparnasse.

## Publications (sélection)
- Hôtels de Ville et beffrois de Belgique. La vie sociale et économique de la Belgique illustrée par ses monuments civils, Bruxelles, G. van Oest, 1920.
- Abbayes et monastères de Belgique. Leur importance et leur rôle dans le développement du pays, Bruxelles, G. van Oest, 1923.
- La peinture au Musée du Louvre. École flamande, Paris, L'Illustration, 1926 Lire en ligne.
- « Un panneau de Jérôme Bosch », dans Bulletin des musées de France, mars 1930, p. 64-66.
- Bruegel, Paris, Éditions G. Crès, 1931.
- « Pieter Bruegel le Vieux et Pieter Coecke d'Alost », dans Mélanges Hulin de Loo, Bruxelles et Paris, Librairie nationale d'art et d'histoire, 1931, p. 266-271 Lire en ligne.
- « Unité ou dualité: A propos du problème Maître de Flémalle—Rogier », dans Oud Holland, vol. 50, 1933, p. 49-57 Aperçu en ligne.
- « Bruegel et la critique moderne », dans Gazette des Beaux-Arts, n° 19, janvier 1938, p. 29-46 Lire en ligne sur Gallica.
- avec Hélène Adhémar : Jordaens. Les Quatre Évangélistes, Paris, Éditions des Musées nationaux, 1938.
- L'École flamande du XVe siècle au Musée du Louvre, Bruxelles, Éditions du Cercle d'art,1944[10].
- Les Grands Maîtres flamands au seizième et au dix-septième siècles, Paris, 1951.
- Peintures flamandes du XVe et du XVIe siècle (1er vol. de la collection : « Musée national du Louvre. Catalogue raisonné des peintures du Moyen-âge, de la Renaissance et des temps modernes », Paris, Éditions des Musées nationaux, 1953, 2 vol.

Édouard Michel a également publié des articles dans plusieurs revues d'art.